# Кром, Михаил Маркович
Михаи́л Ма́ркович Кром (род. 13 января 1966, Ленинград) — советский и российский историк, доктор исторических наук.

## Биография
В 1987 году окончил исторический факультет Ленинградского государственного педагогического института им. А. И. Герцена (однокурсник российского историка Алексея Алексеевича Бочарова), через два года начал преподавательскую деятельность. В 1993 году защитил кандидатскую диссертацию в Санкт-Петербургском филиале Института российской истории РАН на тему «Западнорусские земли в системе русско-литовских отношений конца XV — первой трети XVI в.».
В 1993—1995 годах преподавал в Высшей религиозно-философской школе в Санкт-Петербурге, в 1994—1995 учебном году преподавал на кафедре истории РГПУ. С 1996 года преподаёт в Европейском университете в Санкт-Петербурге, в апреле 2002 года был избран деканом факультета истории. 7 декабря 2010 года в Санкт-Петербургском Институте истории РАН защитил докторскую диссертацию на тему «Политический кризис в России 30-40-х годов XVI в. (борьба за власть и механизм управления страной)».
В область научных интересов входят история России и Великого княжества Литовского XIV—XVII веков, источниковедение, методология истории, историческая антропология, микроистория, история повседневности и компаративистика; является автором более 130 научных публикаций.

## Награды и премии
Михаил Маркович Кром является стипендиатом (исследовательская стипендия) Варшавского университета (1994), Института истории Общества Макса Планка (Гёттинген, 2002, 2003) и Фонда имени Александра фон Гумбольдта (2007—2009). В 1999 году учёный стал лауреатом премии Европейской академии за книгу «Меж Русью и Литвой».